# Coworking

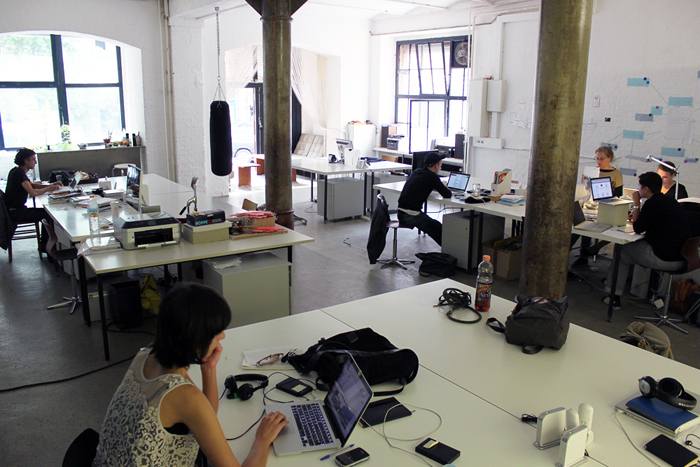
Ein Coworking-Space in Berlin

Coworking (auch Co-Working, englisch für „zusammenarbeiten“ bzw. koarbeiten oder kollaborativ arbeiten) bezeichnet eine Form der gemeinschaftlichen Erledigung von Büroarbeit. Freiberufler, kleinere Start-ups oder Studenten bspw. arbeiten dabei in meist größeren, verhältnismäßig offenen Räumen und können auf diese Weise voneinander profitieren.
Sie arbeiten entweder voneinander unabhängig in unterschiedlichen Firmen und Projekten, wobei die produktive Arbeitsatmosphäre die Motivation des Einzelnen steigert, oder sie entwickeln mit anderen Coworkern gemeinsam Projekte. Coworking wird als eine Entwicklung im Bereich „neuer Arbeitsformen“ gesehen.
„Coworking-Space“ ist ein ähnlicher Anglizismus für Geschäftskonzepte, die Arbeitsplätze und Infrastruktur (Netzwerk, Drucker, Scanner, Fax, Telefon, Beamer, Besprechungsräume) befristet gegen Gebühr zur Verfügung stellen. Der Unterschied zur Bürogemeinschaft ist die Mischung verschiedener Berufe und die geringere Verbindlichkeit.

## Entwicklung
Im Februar 2013 befanden sich die meisten Coworking-Büros mit ca. 800 in den USA (Kalifornien). In zahlreichen europäischen Metropolen entstehen ebenfalls solche Orte. In Deutschland waren es im Februar 2013 etwa 230 Coworking-Angebote, weltweit lag die Zahl bei knapp 2500. Daneben existieren Initiativen, sogenannte „Jellies“, zu denen sich Menschen wöchentlich oder in bestimmten Zeitabständen zum gemeinsamen Arbeiten treffen.
Die Mehrheit der Coworkingräume bietet eine Tages-, Wochen- oder Monatspauschale an. Meist gibt es mehrere feste und flexible Arbeitsplätze mit entsprechender Infrastruktur (Internetanschluss, Postadresse und Telefon). Bei den flexiblen Plätzen suchen sich die Besucher jeweils einen neuen Tisch. In den Mietkosten sind meist die Nutzung (Fair Use) von W-LAN, Drucker, Küche, WC und manchmal auch eines Konferenz- bzw. Gemeinschaftsraums inbegriffen.
Für das auch in Europa immer populärer werdende Coworking war die Gründer- und Start-up-Metropole Berlin ein Motor der Entwicklung. Hierbei gilt das betahaus in Kreuzberg als einer der ersten Coworking-Spaces Europas, welches seit 2009 die frühe Entwicklung des Konzeptes und Begriffes prägt. Zahlreiche unterschiedliche Angebote sind im Stadtgebiet entstanden, neben dem betahaus etwa das Rainmaking Loft, Factory Berlin, House of Clouds, Impact Hub, co.up, raumstation, KAOS und United Urbanites. Die unterschiedlichen Gemeinschaftsbüros grenzen sich teils stark voneinander ab. So liegt der Schwerpunkt bei einigen auf gemeinsamer Projektarbeit, bei anderen auf besonderen Ausstattungsmerkmalen (Filmstudio, Nähstudio, Kinderhort etc.) oder auf einem Netzwerk zu räumlich nahen Unternehmen und Instituten.
Stark frequentierte Coworking-Angebote in anderen Großstädten sind z. B.: Kulturhafen Riverboat und Tapetenwerk in Leipzig, Hafven in Hannover, Metalab in Wien und die Utopiastadt im Bahnhof Wuppertal-Mirke.
Auch in kleineren Städten, besonders in Universitätsstädten, sind Coworking-Angebote entstanden, z. B. Cowork in Greifswald, Fleet 7 in Kiel, Tisch in Schwerin, oder StartRaum in Göttingen. Inzwischen entstehen auch vermehrt Coworking-Angebote in verhältnismäßig kleinen Städten, z. B. Coastworking in Jever oder bctim in Großefehn.
In einigen Klein- und Mittelstädten sowie ländlichen Gegenden entstehen mitunter Coworking-Spaces, um Gründer und Künstler einer Region zu vernetzen und ihnen günstige Arbeitsbedingungen zu bieten.
Eine Sonderform der Coworking-Spaces sind Werkstatträume und die sogenannten FabLabs. Dabei werden insbesondere für Handwerker und Künstler verschiedene Geräte bis hin zur Spitzentechnologie für Experimente und Geschäftsideen angeboten, wie zum Beispiel große 3D-Drucker oder verschiedene Laser.

## Ökonomische Betrachtung
Ein Vorteil für die Nutzer liegt in den geringeren Kosten zum Beispiel gegenüber einem Einzelbüro. Außerdem erlauben Coworking-Plätze eine räumlich und zeitliche flexible Nutzung. Unternehmen können in Spitzenzeiten oder bei umfangreichen Projekten, in denen eine größere Zahl Freiberufler und externe Mitarbeiter benötigt werden, den Coworking-Space nutzen, ohne selbst ausreichende Flächen vorhalten zu müssen. Aus Entrepreneurship-Sicht kann durch die Zusammensetzung der Nutzer ein Nährboden für neue Ideen entstehen, der von Unternehmen für Open Innovation genutzt werden kann, indem z. B. gezielt einzelne Mitarbeiter auf Zeit in einen Coworking-Space entsandt werden. In den USA sind in Coworking-Spaces oft auch Start-up-Inkubatoren angegliedert.
In einer weltweiten Studie berichtete eine große Mehrheit von einer verbesserten Interaktion mit anderen Personen, ebenso fühlten sie sich produktiver und motivierter. Etwa 40 % erzielen seit ihrer Arbeit in einem Coworking-Space ein höheres Einkommen.
Zu den größten kommerziellen Anbietern gehört das 1989 in Brüssel gegründete Unternehmen Regus.
2011 geriet der US-amerikanische Coworking-Anbieter WeWork wegen Bilanzkosmetik in die Kritik und konnte zunächst nicht an die Börse gehen. 2014 berichtete Forbes, WeWork sei der am schnellsten wachsende Mieter von Büroflächen in New York. Im Jahr 2023 meldeten erst WeWork, dann auch das Tochterunternehmen WeWork Germany Insolvenz an; die Insolvenz soll aber auf Kunden keine Auswirkungen haben.

## Marktentwicklung & Prognosen
Coworking hat in den vergangenen Jahren ein starkes Wachstum verzeichnet. Laut einer Analyse von Grand View Research lag das weltweite Marktvolumen 2023 bei ca. 14,9 Milliarden US-Dollar und soll bis 20230 auf ca. 40,5 Millarden US-Dollar anwachsen.
In Europa wird ebenfalls mit einer deutlichen Ausweitung des Angebots gerechnet. Mordor Intelligence schätzt, dass der europäische Markt für Coworking im Jahr 2025 einen Wert von ca. 7,2 Milliarden US-Dollar erreicht und bis 2030 auf ca. 11,8 Milliarden US-Dollar wächst.
In Deutschland hat sich die Zahl der Standorte seit 2020, laut der Branchenplattform Berlin Partner, um mehr als 40 % erhöht, dabei bleibt die Hauptstadtregion weiterhin mit dem größten Anteil.